# Sisters of Providence of Saint Mary-of-the-Woods

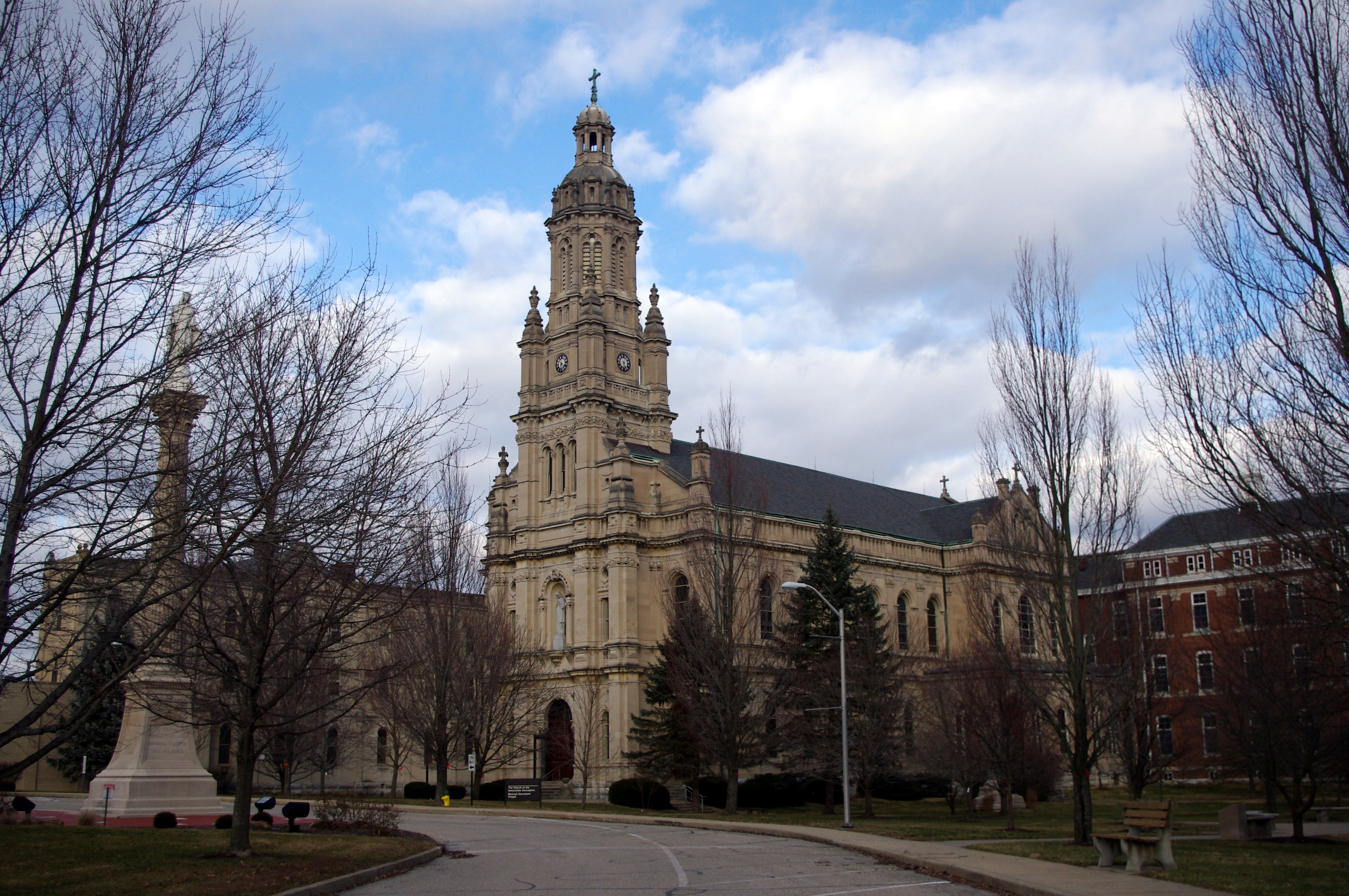
Kirche der Unbefleckten Empfängnis (Saint Mary-of-the-Woods, Indiana)

Die Sisters of Providence of Saint Mary-of-the-Woods sind eine römisch-katholische Ordenskongregation. Sie wurde 1840 von der Heiligen Théodore Guérin in Saint Mary-of-the-Woods gegründet. Mutter Theodora und ihre Gefährtinnen stammen aus dem Kloster Sœurs de la Providence in Ruillé-sur-Loir, Frankreich. Sie gingen aufgrund einer Einladung des Bischofs von Vincennes, Indiana dorthin. 1843 wurde der Orden in den USA eigenständig und 1887 wurden die Ordensregeln vom Heiligen Stuhl genehmigt.
Mehr als 5200 Frauen sind seit 1840 in den Orden eingetreten. 2014 hatte der Orden knapp 350 Schwestern. Davon waren 300 am Mutterhaus in Saint Mary-of-the-Woods. Weitere Schwestern sind im District of Columbia, 27 weiteren Staaten und in Asien tätig.
Früher war der Orden auch in der Mission in Peru und Antigua tätig.
Die Sisters of Providence verwenden das Ordenskürzel SP. Die Gemeinschaft ist Mitglied der Women of Providence in Collaboration.
Die Gründerin, Mutter Théodore Guérin, wurde am 15. Oktober 2006 heiliggesprochen. Ihre Reliquien befinden sich in einem Schrein in der Kirche der Unbefleckten Empfängnis in Saint Mary-of-the-Woods und auf dem Klosterfriedhof.

## Geschichte
Auf Einladung von Bischof Simon Bruté, sandten die Sœurs de la Providence de Ruillé-sur-Loir, Frankreich, 1840 Schwester Theodore Guérin zur Gründung einer Schule im Bistum Vincennes, Indiana. Sie wurde von fünf Schwestern begleitet: Schwester St. Vincent Ferrer (Victoire) Gagé, Schwester Basilide (Josephine) Sénéschal, Schwester Olympiade (Therese) Boyer, Schwester Mary Xavier (Francis Louise) Lerée, und Schwester Mary Liguori (Louise Frances) Tiercin.

Nach der Reise über den Atlantik und durch den Osten der USA kamen die Schwestern am 22. Oktober 1840 in Saint Mary-of-the-Woods an. Sie wohnt bei der einheimischen Familie, Joseph und Sarah Thralls. Dort ist heute eine Gedenktafel aufgestellt.
Die Sisters of Providence of Saint Mary-of-the Woods wurden als eigenständige Gemeinschaft von der Gründungskongregation in Ruillé-sur-Loir gegründet. Die Regeln und Konstitutionen wurden 1887 vom Heiligen Stuhl genehmigt.

### Bildungseinrichtung
Gleich zu Beginn baute die Gemeinschaft eine Schule. Die erste Schülerin wurde am 4. Juli 1841 aufgenommen. Heute heißt die Schule Saint Mary-of-the-Woods College und ist die älteste römisch-katholische College für Frauen in den USA. Bereits 1846 wurde eine staatliche Charta erlassen, welche es dem College erlaube akademische Ehrungen und Hochschulabschlüsse zu vergeben.
Bald leiteten die Schwestern mehrere lokale Schulen. Dabei erwarben einen guten Ruf und ihnen wurde die Schulleitung in ganz Indiana und Illinois, Massachusetts, Kalifornien, Florida, Texas, Oklahoma, dem District of Columbia und weiteren Staaten übertragen. Mittlerweile leiten sie auch Schulen in China, Taiwan und Arequipa, Peru.

### Mission in Asien
Die Sisters of Providence of Saint Mary-of-the-Woods waren die erste amerikanische Kongregation die in der Chinamission gingen.

#### Niederlassung in Kaifeng
Im Sommer 1919 traf der Joseph Tacconi, Bischof von Kaifeng, China, Mutter Mary Cleophas Foley, Generalsuperior, um Schwestern für eine Schule zu bitten. Am 24. November traf Schwester Gratia Luking in Kaifeng ein um eine Grundschule und eine Mittelschule aufzubauen. Als die kommunistische Armee unter Mao Zedong Kaifeng 1927 erreichten, nahmen sie Zuflucht zu den Maryknoll Sisters in Korea.
1929 kehrten sie zurück und eröffnete ein Waisenhaus und ein Noviziat. Die junge Kongregation der Providence Sister-Catechists erhielt 1932 die päpstliche Genehmigung.
Im Rahmen des Zweiten Weltkrieges fiel Kaifeng am 6. Juni 1938 an die Japaner.
Am 8. Dezember 1941 wurde das Schwesternlager von den Japanern angegriffen. Die amerikanischen Schwestern zogen zuerst in eine Baptistenmission und dann in einem Benediktinerinnenlager.
Am 22. März 1943 wurden alle Schwestern und die anderen US-Missionare in ein Konzentrationslager in Shandong gebracht. Fünf Monate später kamen sie nach Peking.
Im September 1945, nach Kriegsende kehrten sie nach Kaifeng zurück. Als die Kommunisten nach Kaifeng kamen, gingen amerikanischen Schwestern nach Shanghai zu den Gesellschaft vom Heiligen Herzen Jesu (Sacré-Cœur) in Shanghai.

#### Taiwan
Als die Kommunistische Partei Chinas die Herrschaft auf dem chinesischen Festland übernahm, gingen 23 Schwester nach Taiwan und ließen sich in Taichung nieder. Luking und die anderen Schwestern bauten dort ein neues College auf. Dieses wurde 1949 eröffnet und ist heute als Providence University bekannt. 1987 zog sie in den heutigen Bezirk Shalu von Taichung.

## Spiritualität
Gemäß ihrem Leitbild sind die Sisters of Providence der Mission verpflichtet, „Gottes Vorsehung in der Welt zu sein, indem wir uns zu Werken der Liebe, der Barmherzigkeit und der Gerechtigkeit verpflichten, die dem Volk Gottes dienen“.

## Aktuelle Aktivitäten
Die Schwestern der Vorsehung arbeiten in den Bereichen Bildung, Gesundheit, Frieden und Gerechtigkeit, soziale Dienste und spirituelle Entwicklung. Zusätzlich zu den einzelnen Ministerien ihrer Schwestern finanziert die Gemeinde mehrere Ministerialorganisationen.

### White Violet Center for Eco-Justice

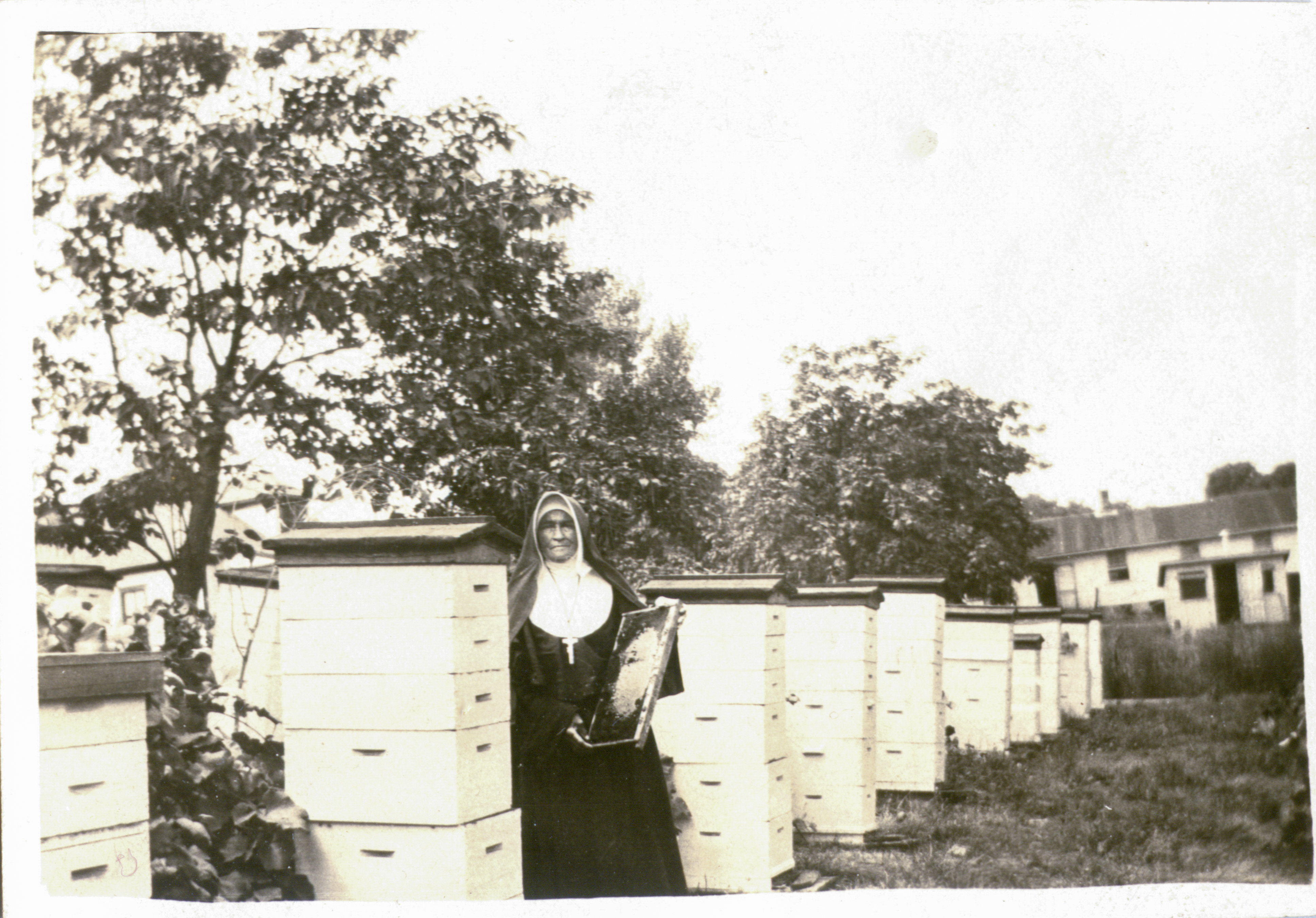
Sr. Morris, keeper of bees, c1900

White Violet Center für ökologische Gerechtigkeit konzentriert sich auf Bio-Lebensmittel, die Ausbildung dazu und soziale Gerechtigkeit. Es wurde 1995 gegründet und hat eine Herde Alpakas, 1,39 km² Bio-Ackerland, Bienen, eine Beerengarten, einen Bauernmarkt, zertifizierten Wald und Streuobstwiesen.

### Generalsuperioren

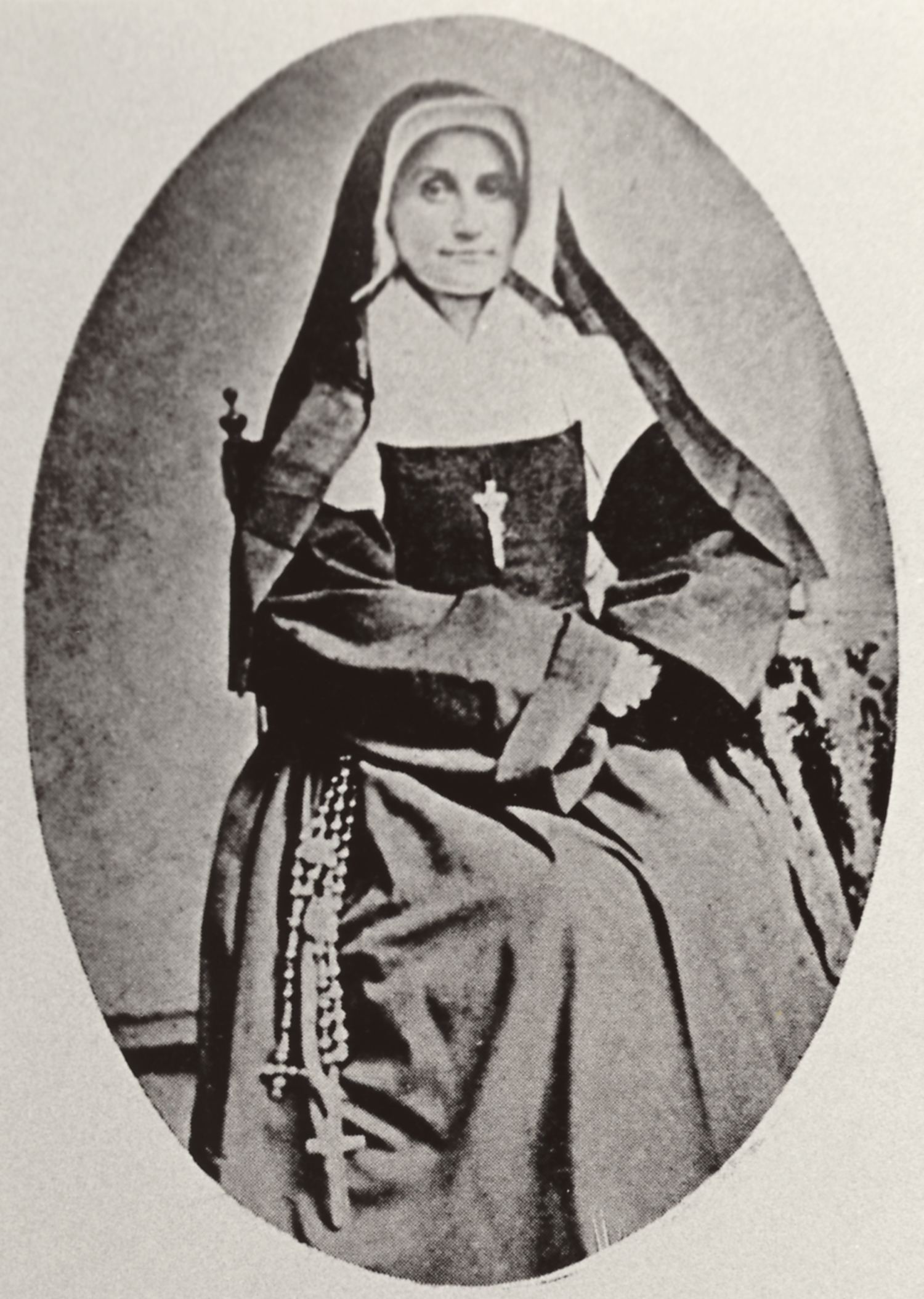
Mutter Mary Cecilia Bailly 1868–1874

- Heilige Mutter Théodore Guérin, Kongregationsgründerin und Römisch-katholische Heilige, 1840–1856 Mutter Mary Cecilia Bailly 1868–1874
- Mutter Mary Cecilia Bailly, 1856–1868
- Mutter Anastasie Brown, 1868–1874
- Mutter Mary Ephrem Glenn, 1874–1883
- Mutter Euphrasie Hinkle, 1883–1889
- Mutter Mary Cleophas Foley, 1890–1926, weihte das Saint Mary-of-the-Woods College ein und ließ die Mission in China gründen
- Mutter Mary Raphael Slattery, 1926–1938
- Mutter Mary Bernard Laughlin, 1938–1948
- Mutter Marie Helene Franey, 1948–1953
- Mutter Gertrude Clare Owens, 1954–1960
- Mutter Rose Angela Horan, 1960–1966
- Mutter Mary Pius Regnier, 1966–1976
- Schwester Loretta Schafer, 1976–1981
- Schwester Anne Doherty, 1981–1986
- Schwester Nancy Nolan, 1986–1996
- Schwester Diane Ris, 1996–2001
- Schwester Ann Margaret O’Hara, 2001–2006
- Schwester Denise Wilkinson, 2006–2016
- Schwester Dawn Tomaszewski, 2016–

### Weitere Ordensschwestern
- Schwester Judith Birgen, Professorin und Fulbright Dozentin (Uganda, 2008)
- Schwester Cecilia Clare Bocard, Musikerin und Komponistin für Orgel und Piano
- Schwester Barbara Doherty, Pädagogin und Theologin, Präsidentin des Saint Mary-of-the-Woods College 1984–1998
- Schwester Jeanne Knoerle, Autorin und Pädagogin, Präsidentin des Saint Mary-of-the-Woods College 1968–1983
- Schwester Esther Newport, Malerin, Kunstlehrerin und Gründerin der Catholic Art Association
- Schwester Edith Pfau, Malerin, Bildhauerin und Kunstlehrerin
- Schwester Alexa Suelzer, Theologin, Autorin und Lehrerin